# Concorso Magistrale Internazionale di Pianoforte Arthur Rubinstein
Il Concorso Magistrale Internazionale di Pianoforte Arthur Rubinstein (Arthur Rubinstein International Piano Master Competition) è un concorso pianistico internazionale specializzato nella musica promossa da Arthur Rubinstein. La competizione dal 1974 si tiene ogni tre anni a Tel Aviv, in Israele.

## Storia
Il Concorso Magistrale Internazionale di Pianoforte Arthur Rubinstein nasce nel 1973, su iniziativa di Jan Jacob Bistritzky, caro amico di Arthur Rubinstein, onorato di dare il proprio nome al Concorso.
Concepito nello spirito di questo leggendario pianista, il Concorso si impegna a raggiungere standard di prim'ordine ed è un valido forum internazionale per presentare giovani pianisti talentuosi e aspiranti e per promuovere la loro carriera artistica.
Il Concorso ha avuto luogo per la prima volta nel 1974 e si tiene ogni tre anni.
Lo stesso Rubinstein partecipò ai primi due concorsi, quando i vincitori furono Emanuel Ax e Gerhard Oppitz, oggi famosi pianisti.
Nel 2003 la pianista Idith Zvi è succeduta al Sig. Bistritzky come Direttore Artistico, ruolo che ha ricoperto fino al suo pensionamento nel 2020. Da luglio 2020 il Direttore Artistico del Concorso è il pianista Ariel Cohen.
Gli ultimi 40 anni della sua storia hanno prodotto continuamente pianisti che hanno avuto riconoscimenti internazionali: Gerhard Oppitz, Angela Cheng, Alexander Korsantia, Kirill Gerstein, Alexander Gavrylyuk; Igor Levit, Khatia Buniatishvili, Boris Giltburg, David Fung, Daniil Trifonov ed altri.

## Vincitori
| Anno | Primo premio                | Secondo premio                | Terzo premio                  |
| ---- | --------------------------- | ----------------------------- | ----------------------------- |
| 1974 | Emanuel Ax                  | Eugene Indjic                 | Janina Fialkowska Seta Tanyel |
| 1977 | Gerhard Oppitz              | Diana Kacso                   | Etsuko Terada                 |
| 1980 | Gregory Allen               | Ian Hobson                    | Geoffrey Tozer                |
| 1983 | Jeffrey Kahane              | Hung-Kuan Chen                | Fei-Ping Hsu                  |
| 1986 | non assegnato               | Thomas Duis                   | Angela Cheng                  |
| 1989 | Ian Fountain Benjamin Frith | non assegnato                 | Krzysztof Jabłoński           |
| 1992 | Giorgia Tomassi             | Simone Pedroni                | Ilya Itin                     |
| 1995 | Alexander Korsantia         | Sergey Tarasov                | Ohad Ben-Ari                  |
| 1998 | Igor Tchetuev               | Vitaly Samoshko               | Jong-Gyung Park               |
| 2001 | Kirill Gerstein             | Ferenc Vizi                   | Massimiliano Ferrati          |
| 2005 | Alexander Gavrylyuk         | Igor Levit                    | Yeol Eum Son                  |
| 2008 | non assegnato               | Roman Rabinovich Ching-Yun Hu | Khatia Buniatishvili          |
| 2011 | Daniil Trifonov             | Boris Giltburg                | Ilya Rashkovsky               |
| 2014 | Antonii Baryshevskyi        | Steven Lin                    | Seong-Jin Cho                 |
| 2017 | Szymon Nehring              | Daniel Ciobanu                | Sara Daneshpour               |
| 2021 | Juan Pérez Floristán        | Shiori Kuwahara               | Cunmo Yin                     |